# Complement Decay Accelerating Factor
Complement decay-accelerating factor (synonym CD55, DAF, übersetzt in etwa: ‚Komplementzerfall beschleunigender Faktor‘) ist ein Oberflächenprotein aus dem Komplementsystem.

## Eigenschaften
CD55 bindet C4b und C3b an der Zelloberfläche benachbarter Zellen. Dadurch werden diese an der Konversion von C2 zu C2a und Faktor B zu Bb gehindert, wodurch die Bildung der Proteinkomplexe C4b2a und C3bBb ausbleibt. 
CD55 wird von allen Zelltypen gebildet, die in Kontakt mit Proteinen des Komplementsystems aus dem Blutplasma stehen. Daneben wird es von Epithelzellen gebildet. Es ist glykosyliert und besitzt einen GPI-Anker. CD55 ist Bestandteil des Cromer-Blutgruppensystems.
CD55 ist der zelluläre Rezeptor für verschiedene Viren: Coxsackievirus A21, B1, B3 und B5 sowie humanes Echovirus 6, 7, 11, 12, 20 und 21 und vermutlich auch humanes Enterovirus 70 und D68. Uropathogene E. coli binden an CD55.
Eine Mutation im CD55 ist mit einem erhöhten Risiko für nichtkleinzelligen Lungenkrebs assoziiert.